# 戸塚道太郎
戸塚 道太郎（とづか みちたろう、1890年（明治23年）4月21日 - 1966年（昭和41年）3月6日）は、日本の海軍軍人。最終階級は海軍中将。

## 生涯
1890年（明治23年）4月21日東京府南豊島郡千駄ヶ谷村(現在の東京都渋谷区)に生まれる。旧制東京府立第4中学校を経て、1907年（明治40年）9月21日海軍兵学校38期に150名中12番の成績で入校、1910年（明治43年）7月18日149名中33番の成績で卒業、少尉候補生、装甲巡洋艦「浅間」乗組。10月16日- 練習艦隊遠洋航海出発（ホノルル-サンフランシスコ-サンピドロ-マサニーリョ-アカプルコ-パナマ-アカプルコ-ホノルル方面巡航）。1911年（明治44年）3月6日帰着。3月11日巡洋戦艦「鞍馬」乗組。12月1日海軍少尉、2等巡洋艦「浪速」乗組。1912年（大正元年）7月31日海軍砲術学校附。12月1日海軍水雷学校普通科学生。1913年（大正2年）5月24日海軍砲術学校普通科学生。12月1日海軍中尉、2等巡洋艦「笠置」乗組。1915年（大正4年）7月19日第17駆逐艇隊附。12月13日1等駆逐艦「山風」乗組。
1916年（大正5年）12月1日海軍大尉、海軍大学校乙種学生。1917年（大正6年）5月1日海軍大学校専修学生。
12月1日運送艦「膠州」航海長。1918年（大正7年）12月1日第3艦隊司令部参謀。1919年（大正8年）12月1日3等巡洋艦「対馬」航海長兼分隊長。1920年（大正9年）1月30日海防艦「見島」航海長兼分隊長。7月15日- 2等巡洋艦「平戸」航海長兼分隊長。12月1日海軍大学校甲種第20期学生入校、1922年（大正11年）11月25日成績順位26名中第23位で卒業。12月1日海軍少佐、軽巡洋艦「大井」航海長兼分隊長。1923年（大正12年）6月11日軽巡洋艦「木曾」航海長兼分隊長。10月15日海軍省軍令部出仕。1924年（大正13年）12月1日海防艦「磐手」航海長兼分隊長、海軍少尉候補生指導官。1925年（大正14年）11月10日- 練習艦隊遠洋航海出発（上海-香港-マニラ-シンガポール-バタヴィア-フリーマントル-アデレード-メルボルン-ホバート-シドニー-ウェリントン-オークランド-スバ-トラック-サイパン方面巡航）。1926年（大正15年）4月6日帰着。4月20日海軍省軍令部兼軍務局出仕。5月1日海軍省軍務局員。1927年（昭和2年）12月1日海軍中佐。1928年（昭和3年）2月15日欧米諸国出張。1929年（昭和4年）1月6日帰朝。2月1日佐世保鎮守府司令部参謀兼佐世保要塞司令部参謀。1931年（昭和6年）11月14日軽巡洋艦「多摩」艦長。12月1日海軍大佐。
1932年（昭和7年）7月11日海軍省軍令部第2班第3課長。10月10日兼第4課長。1933年（昭和8年）5月25日免第4課長。10月1日海軍軍令部第2部3課長。加藤寛治海軍大将の元帥昇格運動には終始反対し、ある宴席で加藤から頭を叩かれた戸塚は、手にした杯の酒を加藤にかけて周囲を唖然とさせた。また石川信吾を謀略好きの策士として嫌悪していた。
1935年（昭和10年）12月2日重巡洋艦「那智」艦長。
1936年（昭和11年）11月16日館山海軍航空隊司令。戦艦艦長を目指す戸塚にとって夢想だにしない意外な人事で相当落ち込んだ。航空本部長山本五十六中将からは「もし貴様が戦艦の艦長になったらクビをやる」とまで言われ、また「よく聞け、戸塚。今海軍で陸奥、長門の威力をはるかに凌駕する九六式陸上攻撃機が着々として完成して、目下館山航空隊で秘密裏に実験研究中なのだ。九六陸攻の威力を発揮させることの出来る者は貴様がもっとも適任者だとおれが見込んだのだ」と諭された。
後日、福留繁大佐が戦艦長門艦長に任命された際、航海長三度（新高・神威・磐手航海長）だけで艦長経験のない福留を心配し、那智艦長時代に経験した操艦上の注意点を大学ノート1冊にまとめて福留に贈った。福留は戸塚の友情に感激したという。
1937年（昭和12年）7月11日第1海軍聯合航空隊司令官。8月支那事変（日中戦争）勃発。戸塚は上海渡洋爆撃を指揮する。前例のない渡洋爆撃は実施前から成功を危ぶむ声が多く、被害が続出して太平洋諸島に配備すべき中攻隊を消耗していった。音を上げた軍令部は航本教育部長大西瀧治郎大佐を台北に派遣した。済州島で大西は「台湾の司令部が中攻で戦闘機狩りをやらせようというのが間違っている。本末転倒の作戦だ」と話している。軍令部の強襲緩和の申し入れに対し、戸塚は強気で「たとえ全兵力を使い尽くすともあえて攻撃の手をゆるめず」とはねつけた。後に戸塚は「日露戦争時の203高地を思う心境だった」と語っている。
12月1日海軍少将、兼支那方面艦隊司令部附。1938年（昭和13年）12月15日横須賀海軍航空隊司令。1939年（昭和14年）10月20日第二航空戦隊司令官。1940年（昭和15年）11月1日第一航空戦隊司令官。1941年（昭和16年）4月10日第11海軍連合航空隊司令官。1943年（昭和18年）2月1日兼練習聯合航空総隊司令官。5月18日第12海軍航空艦隊司令長官。8月5日兼北東方面艦隊司令長官。1944年（昭和19年）9月15日海軍航空本部長。
1945年（昭和20年）5月1日横須賀鎮守府司令長官兼将官会議議員。8月終戦。直後の厚木航空隊事件では米内光政海軍大臣の命令を守り、海軍陸戦隊を出動させても討伐する意思を固めていたが、実施直前に首謀者の小園安名海軍大佐が半狂乱状態になり、指揮系統が混乱した事から叛乱事件は収束し、日本海軍同士の相撃という事態は避けられた。11月15日待命。11月20日予備役編入。
戦後は海上自衛隊幹部学校の戦略担当の特別講師を務めた。
1966年（昭和41年）3月6日死去。享年75。戸塚の三男に東京大学名誉教授・戸塚秀夫がいる。

## 年譜
- 1890年（明治23年）4月21日- 東京府南豊島郡千駄ヶ谷村(現在の東京都渋谷区)生
- 1907年（明治40年）9月21日- 海軍兵学校入校
- 1910年（明治43年）7月18日- 海軍兵学校卒業・ 少尉候補生・装甲巡洋艦「浅間」乗組
  - 10月16日- 練習艦隊遠洋航海出発（ホノルル-サンフランシスコ-サンピドロ-マサニーリョ-アカプルコ-パナマ-アカプルコ-ホノルル方面巡航）
- 1911年（明治44年）3月6日- 帰着
  - 3月11日- 巡洋戦艦「鞍馬」乗組
  - 12月1日- 任 海軍少尉・2等巡洋艦「浪速」乗組
- 1912年（大正元年）7月31日- 海軍砲術学校附
  - 12月1日- 海軍水雷学校普通科学生
- 1913年（大正2年）5月24日- 海軍砲術学校普通科学生
  - 12月1日- 任 海軍中尉・2等巡洋艦「笠置」乗組
- 1915年（大正4年）7月19日- 第17駆逐艇隊附
  - 12月13日- 1等駆逐艦「山風」乗組
- 1916年（大正5年）12月1日- 任 海軍大尉・海軍大学校乙種学生
- 1917年（大正6年）5月1日- 海軍大学校専修学生
  - 12月1日- 運送艦「膠州」航海長
- 1918年（大正7年）12月1日- 第3艦隊司令部参謀
- 1919年（大正8年）12月1日- 3等巡洋艦「対馬」航海長兼分隊長
- 1920年（大正9年）1月30日- 海防艦「見島」航海長兼分隊長
  - 7月15日- 2等巡洋艦「平戸」航海長兼分隊長
  - 12月1日- 海軍大学校甲種第20期学生
- 1922年（大正11年）11月25日- 海軍大学校甲種卒業 卒業成績順位26名中第23位
  - 12月1日- 任 海軍少佐・軽巡洋艦「大井」航海長兼分隊長
- 1923年（大正12年）6月11日- 軽巡洋艦「木曾」航海長兼分隊長
  - 10月15日- 海軍省軍令部出仕
- 1924年（大正13年）12月1日- 海防艦「磐手」航海長兼分隊長（海軍少尉候補生指導官）
- 1925年（大正14年）11月10日- 練習艦隊遠洋航海出発（上海-香港-マニラ-シンガポール-バタヴィア-フリーマントル-アデレード-メルボルン-ホバート-シドニー-ウェリントン-オークランド-スバ-トラック-サイパン方面巡航）
- 1926年（大正15年）4月6日- 帰着
  - 4月20日- 海軍省軍令部兼軍務局出仕
  - 5月1日- 海軍省軍務局員
- 1927年（昭和2年）12月1日- 任 海軍中佐
- 1928年（昭和3年）2月15日- 欧米諸国出張
- 1929年（昭和4年）1月6日- 帰朝
  - 2月1日- 佐世保鎮守府司令部参謀 兼佐世保要塞司令部参謀
- 1931年（昭和6年）11月14日- 軽巡洋艦「多摩」艦長
  - 12月1日- 任 海軍大佐
- 1932年（昭和7年）7月11日- 海軍省軍令部第2班第3課長
  - 10月10日- 兼 第4課長
- 1933年（昭和8年）5月25日- 免 第4課長
  - 10月1日- 海軍軍令部第2部3課長
- 1935年（昭和10年）12月2日- 重巡洋艦「那智」艦長
- 1936年（昭和11年）11月16日- 館山海軍航空隊司令
- 1937年（昭和12年）7月11日- 第1海軍聯合航空隊司令官
  - 12月1日- 任 海軍少将・兼 支那方面艦隊司令部附
- 1938年（昭和13年）12月15日- 横須賀海軍航空隊司令
- 1939年（昭和14年）10月20日- 第二航空戦隊司令官
- 1940年（昭和15年）11月1日- 第一航空戦隊司令官
- 1941年（昭和16年）4月10日- 第11海軍連合航空隊司令官
- 1943年（昭和18年）2月1日- 兼 練習聯合航空総隊司令官
  - 5月18日- 第12海軍航空艦隊司令長官
  - 8月5日- 兼 北東方面艦隊司令長官
- 1944年（昭和19年）9月15日- 海軍航空本部長
- 1945年（昭和20年）5月1日- 横須賀鎮守府司令長官 兼将官会議議員
  - 11月15日- 待命
  - 11月20日- 予備役編入
- 1947年（昭和22年）11月28日- 公職追放仮指定[4]
- 1966年（昭和41年）3月6日- 死去 享年75